# Phare Norah Head
Le phare Norah Head est implanté à Norah Head (en), un cap de la Côte centrale, en Australie. 

## Caractéristiques
Le phare est une tour cylindrique, blanche, d'une hauteur de 27,5 mètres, surmontée d'une lanterne, accolée à la maison du gardien.

## Codes internationaux
- ARLHS[3] : AUS-119
- NGA : 6152
- Amirauté[4] : K2712

## Divers
Le phare est ouvert au public tous les jours : il est également proposé à la location pour des événements.

## Galerie

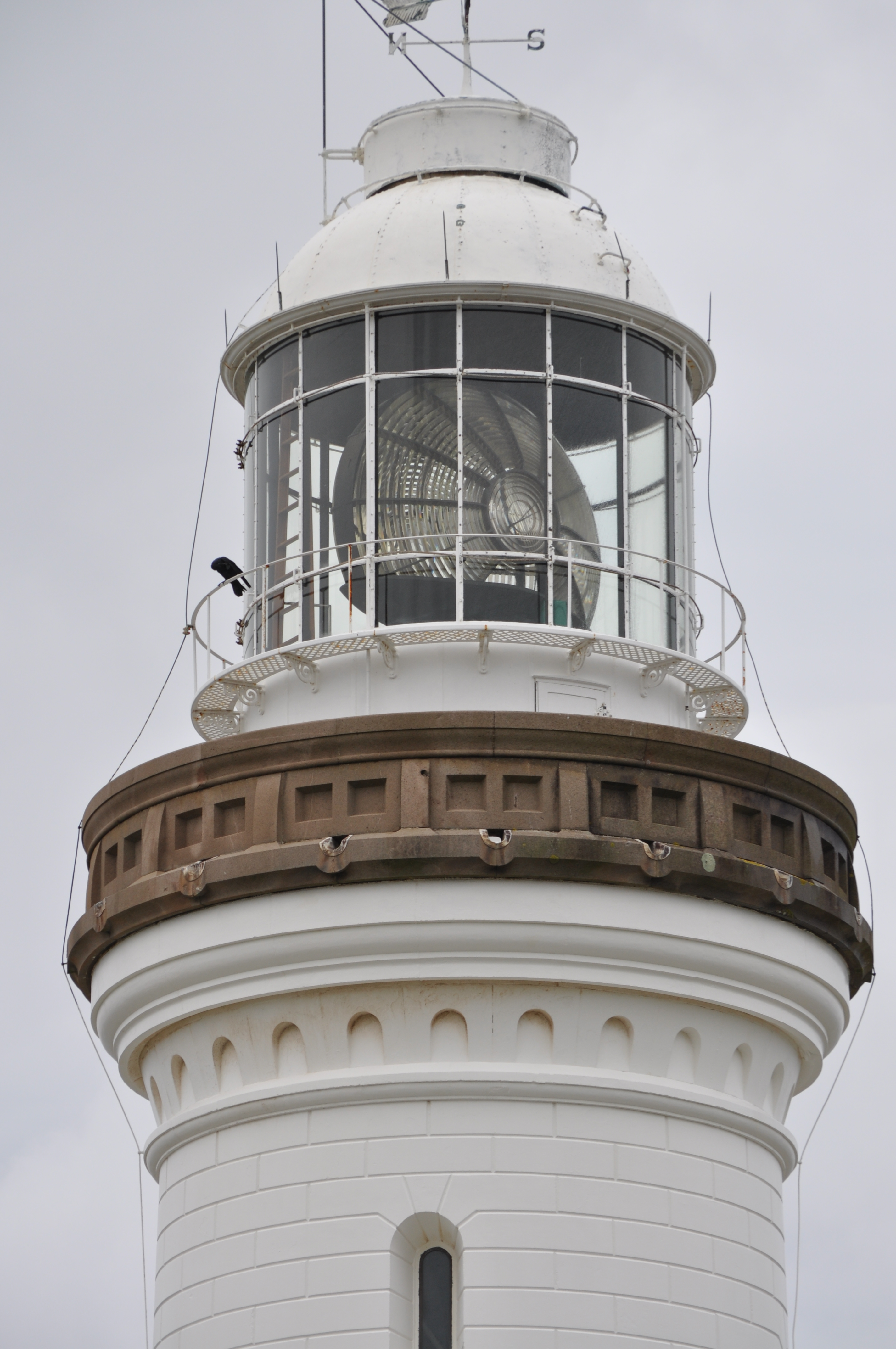
Photo de la lanterne
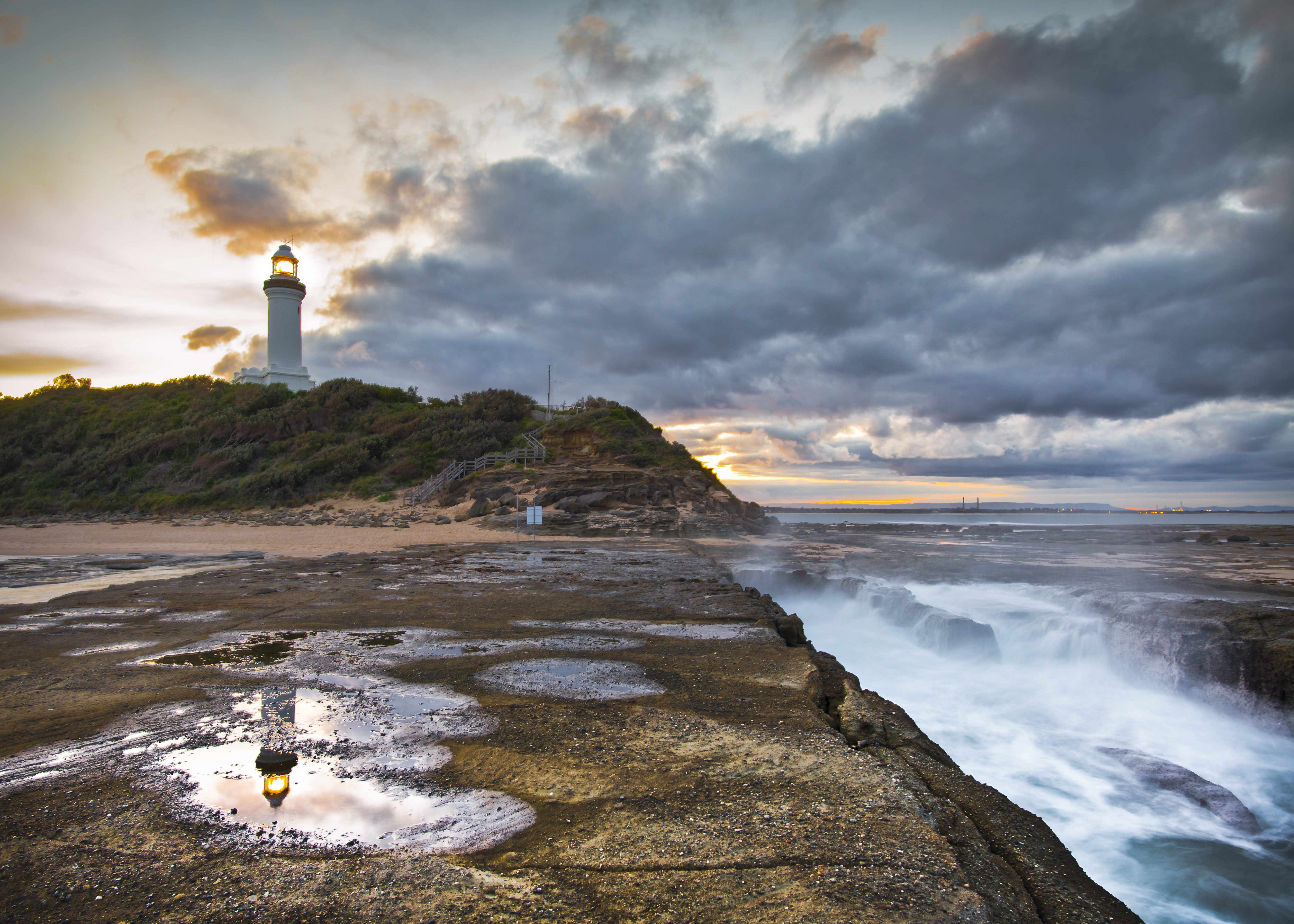
Vue distante du phare
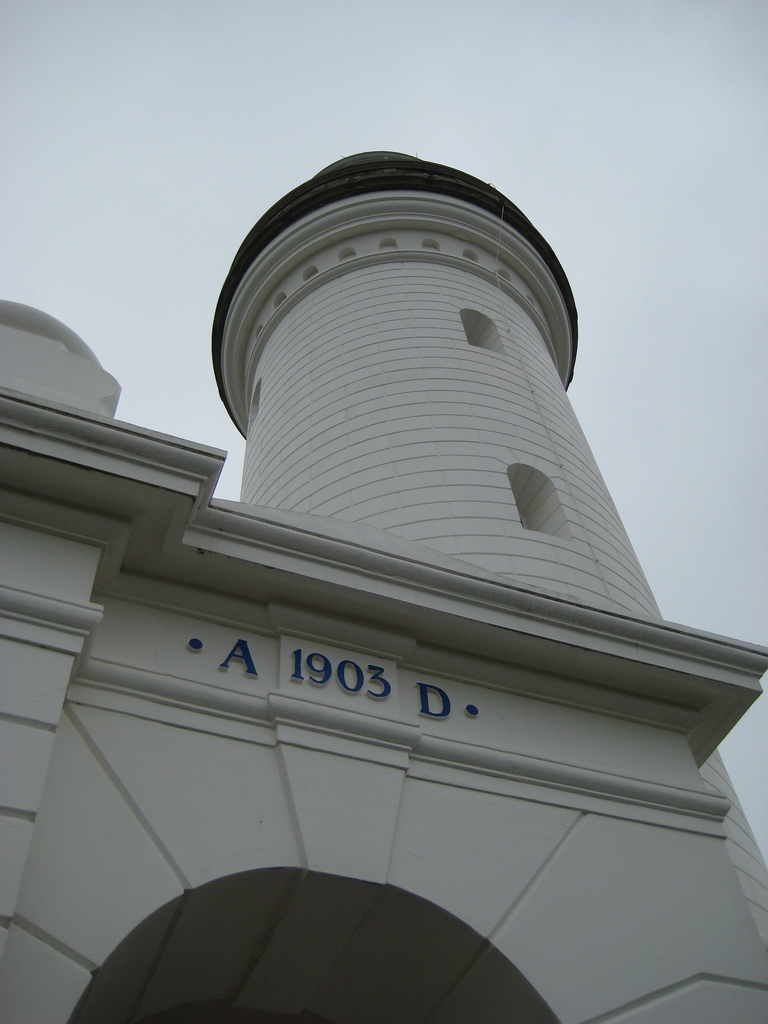
Vue rapprochée

## Source
- (en) Cet article est partiellement ou en totalité issu de l’article de Wikipédia en anglais intitulé « Norah Head Light » (voir la liste des auteurs).